# Hanna Barakat
Hanna Barakat (tiếng Ả Rập: هناء بركات; sinh ngày 1 tháng 9 năm 1999) là một vận động viên điền kinh người Mỹ gốc Palestine sinh ra tại Los Angeles. Barakat là một sinh viên vận động viên tại Đại học Brown.
Cha cô, Mohammed Barakat, đã thi đấu cho Hoa Kỳ tại Thế vận hội Mùa hè năm 1984 trong môn khúc côn cầu.
Cô sinh ra tại Los Angeles, California, Hoa Kỳ. Anh trai của cô, Adam, đã thi đấu bóng đá Mỹ cho Đại học Bucknell tại Lewisburg, Pennsylvania, Hoa Kỳ.
Cô đã thi đấu môn điền kinh tại Trường Trung học Flintridge ở California.
Vận động viên này là một trong năm người Palestine đại diện cho đất nước tại Thế vận hội Tokyo 2020. Cô đã thi đấu trong nội dung chạy 100 mét nữ, nơi cô thiết lập kỷ lục quốc gia với thời gian chạy là 12,16 giây. Barakat cũng giữ kỷ lục quốc gia Palestine trong nội dung chạy 400 mét và 200 mét.